# Rothenburg (Saale)
Rothenburg is een plaats en voormalige gemeente in de Duitse deelstaat Saksen-Anhalt en maakt deel uit van de gemeente Wettin-Löbejün in de Landkreis Saalekreis. Rothenburg telt 834 inwoners.